# Hammam Ouled Yelles
Hammam Ouled Yelles est une station thermale située dans la région de Sétif en Algérie.

## Géographie

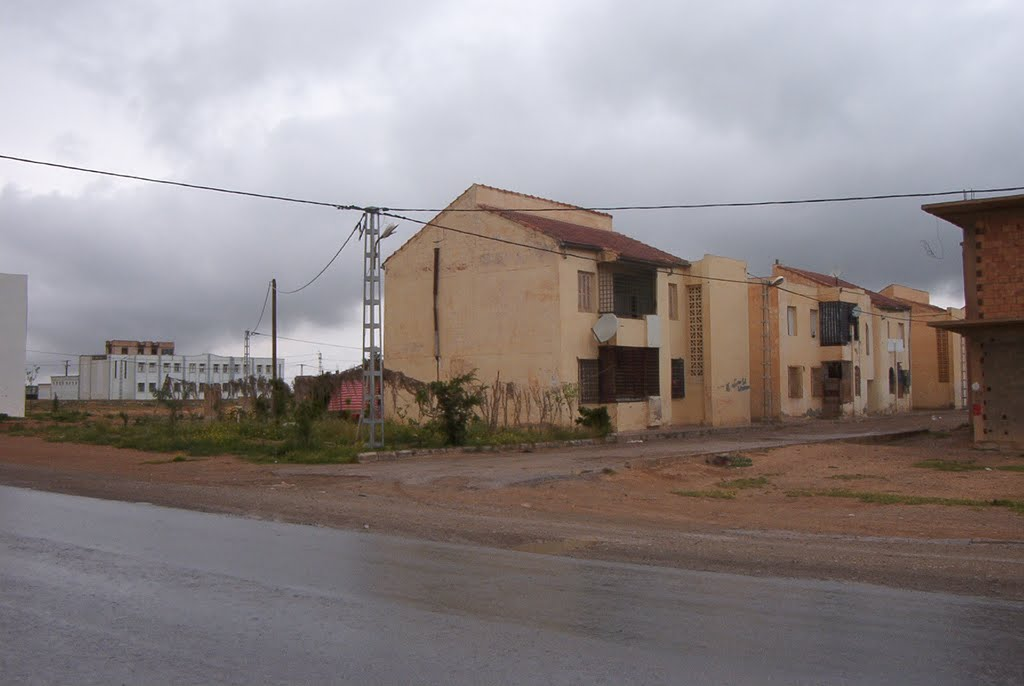
Hammam Ouled Yelles

Hammam Ouled Yelles est situé dans la commune de Mezloug, daïra de Aïn Arnat, à 23 km au sud-ouest de Sétif.

## Histoire
Aux origines, connue sous le nom de Hammam Griche, il s'agissait d'une source naturelle très fréquentée par les gens de la région en raison de ses vertus curatives et particulièrement bien desservie par le train de Sétif qui s'arrêtait à la gare voisine[réf. nécessaire].
La mairie de Mezloug a investi et un petit complexe thermal a vu le jour; les  structures d'accueil actuelles datent des années 1980.

## Le hammam
La station compte 30 chambres, dont 10 individuelles et deux piscines collectives d'une capacité de 60 personnes chacune. Elle est particulièrement fréquentée par les personnes atteintes d'affections rhumatismales et dermatologiques.
Les eaux à 40° de hammam Ouled Yelles, riches en chlorure de sodium, sont particulièrement indiquées pour certaines maladies. Il s'agit, notamment, des maladies de l'enfant (hypotrophie, affections respiratoires), des affections du système nerveux central et périphérique, ainsi que la rééducation physique.